# Khoshk-e Rūdbār
Khoshk-e Rūdbār (persiska: خشک رودبار) är en ort i Iran.   Den ligger i provinsen Gilan, i den nordvästra delen av landet, 270 km nordväst om huvudstaden Teheran. Khoshk-e Rūdbār ligger 11 meter över havet och antalet invånare är 419.
Terrängen runt Khoshk-e Rūdbār är platt åt nordost, men åt sydväst är den kuperad.Runt Khoshk-e Rūdbār är det tätbefolkat, med 493 invånare per kvadratkilometer. Närmaste större samhälle är Ziabar, 6,1 km öster om Khoshk-e Rūdbār. Trakten runt Khoshk-e Rūdbār består till största delen av jordbruksmark.